# 梅斯卡缅内
梅斯卡缅内（俄语：Мыс Каменный）是俄罗斯亚马尔-涅涅茨自治区亚马尔区的村庄，坐落于鄂毕河畔。2010年人口1653。
该村因极地考察而建于20世纪80年代。因其涅涅茨语名称常遭错译，故其有数个不同名称。